# 近岸多齒海鯰
近岸多齒海鯰為輻鰭魚綱鯰形目海鯰科的其中一種，分布於新幾內亞及澳洲淡水、半鹹水、海域，體長可達46公分，棲息在底層水域，屬肉食性。

## 擴展閱讀
維基物種上的相關：近岸多齒海鯰